# 잘 살아다오 내 딸들아
"잘 살아다오 내 딸들아"는 1972년 공개된 대한민국의 영화이다.

## 배역
- 김지미
- 최무룡
- 홍세미
- 오수미
- 한은진
- 김경수
- 장훈
- 송상균
- 박미영
- 최성관
- 김지영
- 전숙
- 남방운
- 박예숙